# Девід Блейн
Девід Блейн Уайт (англ. David Blaine White; нар. 4 квітня 1973, Бруклін, Нью-Йорк) — американський ілюзіоніст. Став відомий завдяки своїй «вуличній магії».

## Раннє життя та родина
Народився і виріс у Брукліні, штат Нью-Йорк, у сім'ї матері-одиначки Патріс Уайт. Мати — шкільна вчителька російсько-єврейського походження, батько — військовик, ветеран В'єтнамської війни пуерториканського та італійського походження. Коли Блейну було чотири роки, він побачив фокусника у метро, що спонукало його практикувати власні карткові фокуси. Він виховувався матір'ю та відвідував школу Монтессорі у Брукліні. У віці десяти років мати Блейна вийшла заміж вдруге, і сім'я переїхала з Нью-Йорка до Літтл-Фолс, Нью-Джерсі, де він навчався у регіональній середній школі.
Під час підліткового віку Блейн регулярно повертався до Нью-Йорка, щоб зайнятися акторською майстерністю. Він отримав ролі у кількох рекламних роликах, а також у денних драмах. Коли Блейну виповнилося 17 років, він повернувся до міста і оселився на Мангеттені в Пекельній кухні.
У його матері розвинувся рак, коли Блейну було 15 років, і у 1994 році вона померла. Втрата не придушила його палкого бажання виступати. Блейн продовжував виконувати свій план — бути найкращим у тому, що ми вміємо робити найкраще.

## Кар'єра
Почав займатися вуличною магією в 1997 році. Його шоу на ABC відразу завоювало популярність. З 1999 року Блейн періодично показував більш грандіозні «дива», серед яких:
- «Похорон» живцем в пластиковому контейнері (1999);
- Заморожування в льоду (2000);
- «Запаморочення» — 35-годинне «стояння» на вершині 22-метрової колони (2002);
- 44-денне ув'язнення в ящику над поверхнею Темзи.
- Затримка дихання на 17 хвилин та 4 секунди (2008).

11 липня 2010 року Девід Блейн запустив на своєму офіційному сайті власний блог.
2013 року вийшов документальний фільм за мотивами ілюзій Блейна під назвою «Девід Блейн. Реальність чи магія».
У 2020 Блейн виконав трюк, в якому він літав, тримаючись за групу з 52 наповнених гелієм повітряних куль за допомогою ременя безпеки. Трюк відбувся вранці 2 вересня 2020 року в Пейджі, штат Аризона, і транслювався у прямому ефірі на YouTube як оригінальна програма YouTube. Блейну вдалося піднятися на висоту 24 900 футів (7,6 км) над рівнем моря (понад 20 000 футів (6,1 км) над рівнем землі), перш ніж відпустити свої повітряні кулі і стрибнути з парашутом вниз до плоскої ущелини неподалік запланованої зони посадки. Він приземлився успішно і без шкоди для себе.

## Особисте життя
У 2006 році перебував у стосунках із голландською моделлю, Лоннеке Енгел.
Блейн та його колишня партнерка, Алізе Гуіноше (фр. Alizée Guinochet), мають доньку, яка народилася 27 січня 2011 року.